# 市原正雄
市原 正雄（いちはら まさお、1913年11月7日 - 1977年）は、日本の陸上競技（短距離走）選手。

## 生涯
1913年（大正2年）11月7日、京都府南桑田郡篠村（現在の京都府亀岡市篠町）に生まれる。亀岡尋常小学校（現在の亀岡市立亀岡小学校）卒業後、京都府立亀岡農学校（現在の京都府立亀岡高等学校）に進学。1931年（昭和6年）、立命館大学専門部2部法学部に入学。
農学校時代から陸上競技を行っていたが、大学専門部入学後に本格的に400mハードルを始める。日本学生対校選手権、日本陸上競技選手権大会、明治神宮体育大会など各種大会で400mハードル種目に出場。また、京都学生駅伝にも出場して活躍した。
1934年（昭和9年）5月16日、初の国際大会出場となる極東選手権大会（マニラ）で400mハードルを走り、3位ながらも 当時の日本学生記録（55秒1）をマークした。1934年（昭和9年）・1935年（昭和10年）と日本学生対校選手権と日本選手権を連覇。1935年（昭和10年）には第6回国際学生陸上競技選手権（ブダペスト）の予選会で自らの日本学生記録のタイ記録（55秒1）を出し、日本代表に選ばれたが、急病を得て代表を辞退することとなった。1935年（昭和10年）11月の明治神宮大会では55秒6で優勝。
1936年（昭和11年）、ベルリンオリンピックの日本代表選手に選ばれる。男子400mハードルおよび男子の4×400メートルのリレーに出場したが、ともに予選通過はならなかった。当時、予選で敗退した場合には記録も公式記録として認められなかったため未公認記録となったが、400mハードルの54秒7は自己最高記録となった。
立命館大学卒業後の1937年（昭和12年）、札幌鉄道局に就職。各種競技会に参加しており、1937年（昭和12年）・1938年（昭和13年）と明治神宮大会青年団競技で400m競走で2連覇した。戦時中は出征し、終戦により復員した。
戦後は北海道陸上競技協会の役員を務め、日本陸上競技連盟理事にも選出された。